# Neivamyrmex minor
Neivamyrmex minor é uma espécie de formiga do gênero Neivamyrmex.